# Michael René Weber
 Michael René Weber (* 4. Juli 1950 in Hamburg) ist ein deutscher Politiker der CDU und ehemaliges Mitglied der Hamburgischen Bürgerschaft.

## Leben
Weber absolvierte nach der Schule eine Ausbildung zum Industriekaufmann. Er arbeitet als Marketing und Verkaufsleiter eines amerikanischen Unternehmens in Karlsruhe. Es folgte ein Studium der Betriebswirtschaft und Anstellungen als Unternehmensberater. Er ist verheiratet und hat vier Kinder.
Ab 1981 versuchte er die Unternehmensgruppe Rene Weber zu profilieren. Zurzeit arbeitet unter anderem an der Marketingakademie-Hamburg als Geschäftsführer.
Von 1993 bis 1997 war er in der Hamburgischen Bürgerschaft vertreten. Dort war er für seine Fraktion im Haushaltsausschuss und Schulausschuss.